# Московская улица (Новочеркасск)
Моско́вская у́лица — центральная улица города Новочеркасска. Является одной из самых первых улиц города, с момента его закладки. Бывший проспект Ленина (с 1970 до 1993 года).

## История
Улица начала застраиваться с момента основания города. На улице сохранились некоторые здания времен XIX века. Основной стиль старинных зданий — классицизм. Во многих зданиях элементы классицизма пересекаются с другими стилями, т. н. эклектика, господствовавшая в архитектуре второй половины XIX века. Например, бывший дом купца Кирюнина, построенный в конце XIX века (ныне ЗАГС), отличается обилием архитектурных и скульптурных деталей. На улице имеется ряд примечательных зданий, выделяется бывшее реальное училище, теперь школа № 1 (архитектор Седов А. Г., 1909 год).
На противоположной стороне Московской расположен бывший особняк генерала Попова, в архитектуре которого элементы классицизма соединены с барочными. Это придает особняку нарядность и солидность. Этому же служит и металлическая ограда сложного рисунка с монументальными литыми столбами, увенчанными вазами. В советское время генеральский особняк стал учебным корпусом Новочеркасского техникума советской торговли, переименованного в 1990-е годы в торгово-экономический техникум. Рядом вход в Детский парк, открытый 1 мая 1970 года на базе Летнего сада Дома Красной армии.
Конец XIX — начало XX века отмечен в архитектуре оригинальным стилем — Модерн. На Московской в этом стиле успели построить несколько зданий разного масштаба. Вот солидное здание Управления внутренних дел, построенное в 1901—1903 годах специально для полиции. Сегодня, как и прежде, оно исправно служит правоохранительным органам и своим видом не омрачает главную улицу города, а украшает её. В 1907 году в соседнем квартале по проекту Волошина В. Я. и Роллера Н. И. построен 2-этажный частный дом (теперь его № 61), который сдали в аренду Донскому политехническому институту. С 1921 по 1978 годы это здание и дворовые флигели занимал уникальный научно-исследовательский гидрохимический институт, основателем и многолетним руководителем которого был профессор Кашинский П. А. (1868—1956).
В советские годы было построено несколько крупных зданий в стиле советского классицизма. Так, например, на пересечении улиц Московской и Просвещения в 1955 году был построен 5-этажный дом с гастрономом. В 1957 году было сдано в эксплуатацию 4-этажное здание на пересечении улиц Московской и Кривопустенко. Здание с башенкой, лоджиями и шпилем. Благодаря своему расположению, из окна виднеется памятник Платову и Атаманский дворец. Архитекторами данного здания были Квартирников П. И. и Гладких Н. Я.
В 1982 году на улице был построен «Дом быта», в котором граждане могли приобрести бытовые товары.
Заканчивается Московская классически ясно решенным угловым 2-этажным зданием с полуподвалом бывшей Новочеркасской станицы (архитектор Болдырев С. И., 1903 год). Многие годы здесь размещался строительный трест № 6. Теперь оно отдано в аренду Атаманскому правлению и ряду других организаций.

## Смежные улицы
- Платовский проспект
- Улица Генерала Лебедя
- Комитетская улица
- Красноармейская улица
- Улица Дубовского
- Улица Просвещения
- Улица Кривопустенко
- Троицкая улица
- Троицкая площадь
- Баклановский проспект

## Достопримечательности
- Городская библиотека имени А. С. Пушкина;
- здание гидрохимического института;
- здание торгово-экономического техникума;
- «Дом быта»;
- МБОУ СОШ № 1 г. Новочеркасска;
- Городская поликлиника № 1;
- Дворец торжественных обрядов;
- Детский парк;
- памятник Сорокину Г. А.;
- УВД по г. Новочеркасску;
- здание кинотеатра «Победа».
- Дом Черноярова — Московская улица, 37.
- Дом атамана (Новочеркасск) — Московская улица, 49.